# Clayton Vette
Clayton Scott Vette (Waverly, 5 september 1988) is een Amerikaans voormalig basketballer.

## Carrière
Vette speelde collegebasketbal voor de Iowa State Cyclones en daarna de Winona State Warriors. Hij werd niet gekozen in de draft in 2013 en tekende bij het Belgische Antwerp Giants waar hij tot in december speelde. In januari tekende hij bij het Duitse Hanau White Wings waar hij het seizoen uitspeelde. Hij vertrok na een seizoen naar Sluneta Ústí nad Labem in de Tsjechische competitie. Hij tekende voor het seizoen 2015/16 bij het Hongaarse SZTE-Szedeák.
In 2017 tekende hij een contract bij het Nederlandse Landstede Basketbal waar hij een seizoen speelde en zowel tweede werd in de competitie als de bekerfinale verloor. Hij trok aan het eind van het seizoen naar reeksgenoot ZZ Leiden waar hij twee seizoenen speelde in de Nederlandse competitie en de beker won in 2019 en in 2018 zowel tweede werd in de competitie als verloren in de finale van de beker. Voor het seizoen 2019/20 keerde hij terug naar de Belgische competitie bij Okapi Aalst.

## Erelijst
- Nederlands bekerwinnaar: 2019